# Lauren Weisberger
Lauren Weisberger, född 28 mars 1977 i Scranton, Pennsylvania, är en amerikansk författare. Hon är mest känd för sin debutroman Djävulen bär Prada (2003). 
Weisberger arbetade en tid som assistent åt den legendariska chefredaktören Anna Wintour på tidningen Vogue i New York, vilket tycks ha inspirerat hennes debutroman Djävulen bär Prada. Bokern fick enorm uppmärksamhet när den utkom i USA, låg på topplistorna i över ett halvår och såldes till närmare 30 länder.
Weisberger fick sedan en miljon dollar i förskott för sin nästa bok, Alla var där (Everyone Worth Knowing) som dock inte var lika framgångsrik. Den debuterade på tionde plats på New York Times topplista och hamnade utanför listan efter två veckor. Hon har sedan skrivit ytterligare romaner, bland annat en uppföljare till Djävulen bär Prada, Hämnden bär Prada (2013).